# 河村京子 (エステティシャン)
河村 京子（かわむら きょうこ、1944年 - ）は日本のエステティシャン、株式会社ラミール（エステティックサロン・ラミール）創業社長。

## 略歴
1944年、大阪府で生まれる。高校を卒業後、大手化粧品メーカーに就職し、その後、エステティシャンの道を歩む。
「ヌーヴェルエステティック」（世界40か国以上が加盟するエステティシャン組織）の日本代表を務め、美容関連会社顧問、日本国内外での講演や美容指導を行い、500店舗以上の指導を行った。
1998年に神戸市で「エステティックサロン・ラミール」を創業する。
21歳の時に結婚し3人の子供を授かるが、結婚相手は働かずに遊んで借金を繰り返し他の女性と結婚の約束をするような人物であり、早朝まで自宅に借金の取り立てが訪れ、家賃、光熱費も長期間滞納し、所持金は1000円に満たないような極貧生活を何年も続けた。
『ドラクロワ』（NHK総合）2011年1月24日放送回で、河村が採り上げられ「裏切り続けた夫を最期まで看取り、年商二十億円の企業を育てた」として紹介されている。番組をまとめた書籍にも採録されている。

## 著書
- 『どこまで美しく生きられますか』（1993年、文星出版、ISBN 978-4808280048）
- 『もっときれいになりたい:アトピーにならないために』（1996年、文星出版、ISBN 978-4938916008）
- 『「わたしはすばらしい」と毎日ノートに書きなさい』（2008年、あさ出版、ISBN 978-4860633066）